# Abraham z Strathearn
Abraham z Strathearn, trzynastowieczny duchowny szkocki, biskup Dunblane. Był kapelanem mormaera Strathearn, Gille Brigte. Nic nie wiadomo o jego pochodzeniu, był jednak najprawdopodobniej rodowitym Szkotem z Strathearn. Według Neville’a: „za hebrajskim imieniem kryje się angielskie pochodzenie”. Nie przemawiają jednak za tą teorią żadne źródła pisane. Żydowskie imiona były częściej spotykane w przyjętej tradycji celtyckiej.
Abraham był synem księdza, miał najprawdopodobniej syna o imieniu Artur. Na liście z przywileju z opactwa w Inchaffray figuruje jako biskup elekt mniej więcej w latach 1210–1214. Z dokumentu z opactwa w Arbroath wynika, iż był konsekrowany na biskupa 4 grudnia 1214. Nieznana jest dokładna data jego śmierci. Następca był jednak wybrany pomiędzy 1223 a 1225.